# Cecilie af Grækenland
Prinsesse Cecilie af Grækenland og Danmark (græsk: Πριγκίπισσα Καικιλία της Ελλάδας και της Δανίας), senere Arvestorhertuginde Cecilie af Hessen og ved Rhinen (tysk: Cecilie, Erbgroßherzogin von Hessen und bei Rhein) (født 2. juni 1911, død 16. november 1937) var en græsk prinsesse fra Huset Glücksborg, der var datter af Prins Andreas af Grækenland og Prinsesse Alice af Battenberg. I 1931 blev hun gift med Arvestorhertug Georg Donatus af Hessen, der havde været tronfølger i Storhertugdømmet Hessen, indtil monarkierne blev afskaffet i Tyskland i 1918. Ved hendes svigerfars død i 1937 blev hendes mand familieoverhoved for fyrstehuset Hessen. Samme år blev både hun og hendes mand medlemmer af nazistpartiet. Senere samme år omkom hun sammen med sin familie ved et flystyrt i Belgien.
Cecilie var søster til den tidligere britiske prinsgemal Prins Philip, hertug af Edinburgh og dermed svigerinde til Dronning Elizabeth 2. af Storbritannien. Hun var desuden niece til Dronning Louise af Sverige og kusine til kongerne Georg 2., Alexander 1. og Paul 1. af Grækenland og dronningemoderen Helena af Rumænien.

## Livshistorie

### Tidlige liv

#### Fødsel og familie
Prinsesse Cecilie blev født den 2. juni 1911 på slottet Tatoi ved foden af Parnesbjergene på halvøen Attika lidt nord for Grækenlands hovedstad Athen. Hun var den tredje datter af Prins Andreas af Grækenland og Prinsesse Alice af Battenberg. Hun var barnebarn af kong Georg 1. af Grækenland, oldebarn af kong Christian 9. af Danmark og tipoldebarn af både zar Nikolaj 1. af Rusland og dronning Victoria af Storbritannien.
Hun blev døbt i den græsk-ortodokse tro på Tatoi den 2. juli 1911. Hendes faddere var hendes mormors fætter Kong Georg 5. af Storbritannien (der var blevet kronet samme dag, som Cecilie blev født), hendes mormors bror Storhertug Ernst Ludwig af Hessen og ved Rhinen (der var hendes fremtidige svigerfar), hendes farbror Prins Nikolaos af Grækenland og hendes farmors søster Hertuginde Vera af Württemberg.
Prinsesse Cecilie havde fire søskende: to storesøstre Prinsesse Margarita og Prinsesse Theodora, en lillesøster Prinsesse Sophie og en lillebror Prins Philippos, der senere blev britisk prinsgemal som ægtefælle til Elizabeth 2. af Storbritannien.

#### Opvækst og eksil
Prinsesse Cecilie og hendes søstre voksede indledningsvis op i Grækenland, indtil Prins Andreas i 1917 under Første Verdenskrig måtte gå i eksil sammen med sin bror, Konstantin 1. af Grækenland og resten af den græske kongefamilie. Familien tog ophold i Schweiz. Da familien kom tilbage til Grækenland i 1920, blev hendes far delvist bebrejdet for Grækenlands nederlag i den Græsk-tyrkiske krig (1919-1922). Kort tid efter blev der i 1922 gennemført et statskup i Athen, hvor monarkiet blev afskaffet, og familien blev igen tvunget i eksil indtil genoprettelsen af det græske monarki i 1935.
Herefter slog Cecilie og hendes søskende sig ned i Paris med deres mor, mens hendes far trak sig tilbage til Monte Carlo med sin elskerinde. Hendes forældre levede derefter adskilt i lang tid, og hun så derfor sjældent sin far. Efter at være gået i eksil var familien så fattig, at moderen Prinsesse Alice åbnede en kunstbutik, der solgte billeder og broderier.
I 1922 var hun og hendes tre søstre, Margarita, Theodora og Sophie brudepiger ved deres onkel Earl Mountbattens bryllup med Edwina Ashley.

### Ægteskab og børn
Cecilie blev gift den 2. februar 1931 i Darmstadt i Hessen med sin mors fætter Arvestorhertug Georg Donatus af Hessen. Han var den ældste søn af den tidligere storhertug Ernst Ludwig af Hessen og ved Rhinen i hans andet ægteskab med Eleonore af Solms-Hohensolms-Lich. Arvestorhertug Georg Donatus' far havde været den sidste storhertug i storhertugdømmet Hessen i det centrale Tyskland, men han havde mistet sin titel, da monarkierne blev afskaffet i Tyskland ved Novemberrevolutionen i 1918. Uofficielt fortsatte brugen af titlerne dog, også efter 1918. I ægteskabet mellem Cecilie og Georg Donatus blev der født fire børn:
1. Ludwig af Hessen (født 25. oktober 1931, død 16. november 1937)
2. Alexander af Hessen (født 14. april 1933, død 16. november 1937)
3. Johanna af Hessen (født 20. september 1936, død 14. juni 1939)
4. Dødfødt søn (født og død 16. november 1937)

Georg Donatus og Cecilie blev begge medlemmer af nazistpartiet i maj 1937.
Den 9. oktober 1937 døde Cecilies svigerfar, storhertug Ernst Ludwig af Hessen og ved Rhinen, pludseligt, og hendes mand blev overhoved for fyrstehuset Hessen. Monarkiet var afskaffet i Storhertugdømmet Hessen i 1918, men titlerne brugtes stadig. Den afdøde storhertug fik en statsbegravelse få uger efter.

### Flystyrtet
Storhertugens død forsinkede sønnens, Ludwig Hermann af Hessen, bryllup med Margaret Campbell-Geddes i London. Brylluppet blev flyttet til den 17. november 1937, og Cecilies mand med familie var inviteret til broderens bryllup. Dagen før brylluppet rejste de med fly fra Darmstadt, men flyet kolliderede med en skorsten ved Oostende i Belgien. Flyet og 12 personer (Georg Donatus, Cecilie, Ludwig, Alexander og enkehertuginden samt et par venner og fire besætningsmedlemmer) styrtede ned og brød i flammer. Cecilie var gravid i 8. måned, og liget af en nyfødt dreng blev fundet ved siden af hende. Det tyder på, at fødslen gik i gang under styrtet. Hele familien blev begravet i familiegravstedet i Darmstadt. Kun datteren, Johanna, var af uforklarlige årsager ikke om bord på flyet. Hun blev adopteret af sin onkel, Ludwig Hermann af Hessen. Pigen døde af meningitis i 1939. Brylluppet blev gennemført dagen efter ulykken.
Tragedien i 1937 blev senere portrætteret i Netflix-serien The Crown sæson 2 episode 9.. Prins Philip har senere udtalt, at han ikke var "glad" for portrætteringen.

## Cecilie i litteraturen
Tragedien blev brugt til Jeffrey Archers roman Farligt efterspil fra 1986, hvor Ludvig skulle have haft juvelerne fra sin tante, den sidste russiske zarina Aleksandra Fjodorovna, i sin besiddelse.